# Vít Kárník
Vít Kárník (5. října 1926 Praha – 31. ledna 1994 Praha) byl český geofyzik a seismolog.

## Dílo
V 50. letech 20. století byl vedoucím československé seismické služby Geofyzikálního ústavu AV ČSR.
Spolu s Wilhemem Sponheuerem a Sergejem Medveděvem vyvinuli Medvěděvov–Sponheuer–Kárníkovu stupnici (MSK) pro měření intenzity zemětřesení a v měřítku popsali velikost epicentrických bodů.

### Časopisecké příspěvky
Články o seismologii přispíval do časopisů, např. Vesmír.

### Knižní vydání
- Seismicity of the European area, Part 1  (Praha, Academia, 1968)
- Seismicity of the European Area, Part 2 (Praha. Academia, 1971)
- Atlas of Isoseismal Maps, Central and Eastern Europe (Zprac. kol.; Editors: D. Procházková, V. Kárník); Praha, Geofyzikální ústav AV ČR, 1978)
- Dynamické vlastnosti seismických vln vyvolaných explozemi (Autoři Karel Holub, Vít Kárník; Karel Holub, Ostrava, nákladem vlastním, 1989